# 巴哈马行政区划

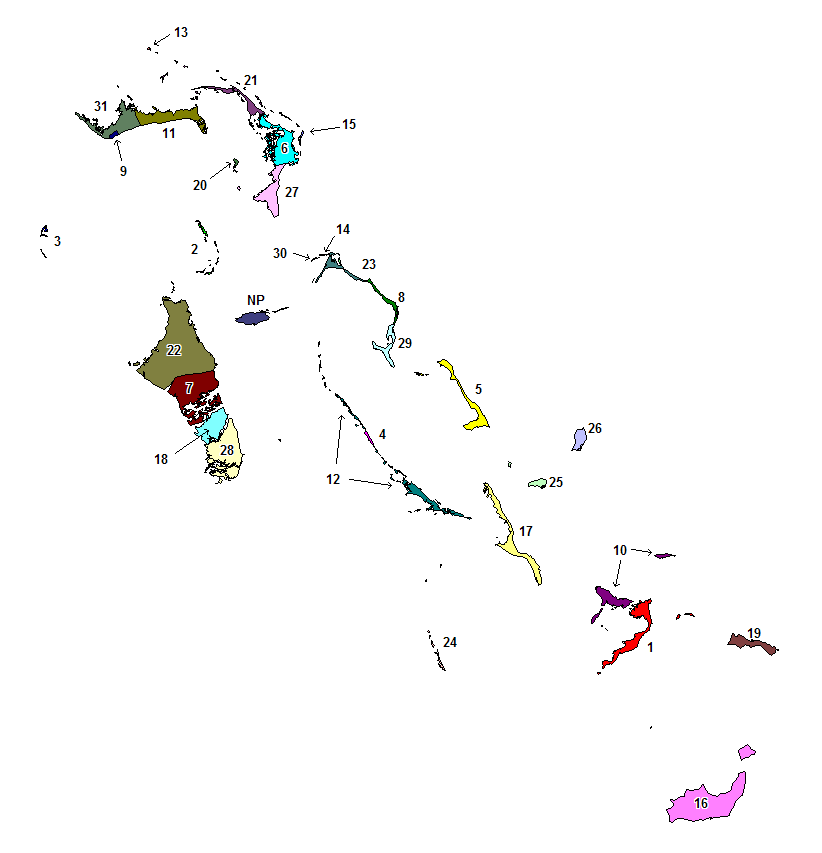
巴哈马行政区划图

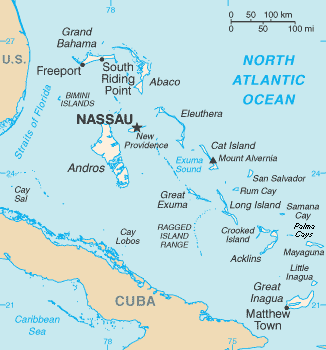
巴哈馬地圖

巴哈马划分为32个区和中央直辖的新普罗维登斯岛。巴哈马当前的行政区划是根据1996年巴哈马地方政府法案而设置的。1996年，划分为23个区；199年，增至32个区。新普罗维登斯岛划分为24个督导区。

## 区列表
- 卡特岛
- 中阿巴科（英语：Central Abaco）
- 中安德罗斯（英语：Central Andros）
- 中伊柳塞拉（英语：Central Eleuthera）
- 东大巴哈马（英语：East Grand Bahama）
- 伊克苏马（英语：Exuma）
- 长岛
- 北阿巴科（英语：North Abaco）
- 北安德罗斯（英语：North Andros）
- 南阿巴科（英语：South Abaco）
- 南安德罗斯（英语：South Andros）
- 南伊柳塞拉（英语：South Eleuthera）
- 西大巴哈马（英语：West Grand Bahama）
- 阿克林斯（英语：Acklins）
- 贝里群岛（英语：Berry Islands）
- 比米尼（英语：Bimini）
- 布莱克波因特（英语：Black Point, Bahamas）
- 弗里波特市（英语：City of Freeport）
- 克鲁克德岛
- 格兰德凯（英语：Grand Cay）
- 哈勃岛
- 霍普镇（英语：Hope Town）
- 伊纳瓜（英语：Inagua）
- 朗凯（英语：Long Cay）
- 曼格罗夫凯（英语：Mangrove Cay）
- 马亚瓜纳（英语：Mayaguana）
- 摩尔岛（英语：Moore's Island）
- 北伊柳塞拉（英语：North Eleuthera）
- 拉吉德岛
- 拉姆凯（英语：Rum Cay）
- 圣萨尔瓦多
- 斯帕尼什韦尔斯（英语：Spanish Wells）